# Mazur (taniec)

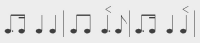
Fragment zapisu rytmicznego mazura

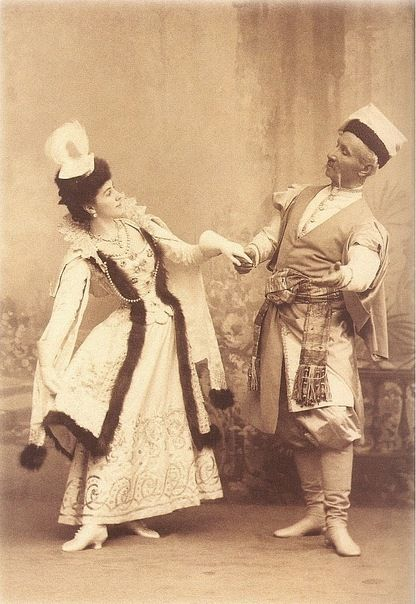
Feliks Krzesiński z córką Matyldą w kostiumach i pozach mazurowych, 1898

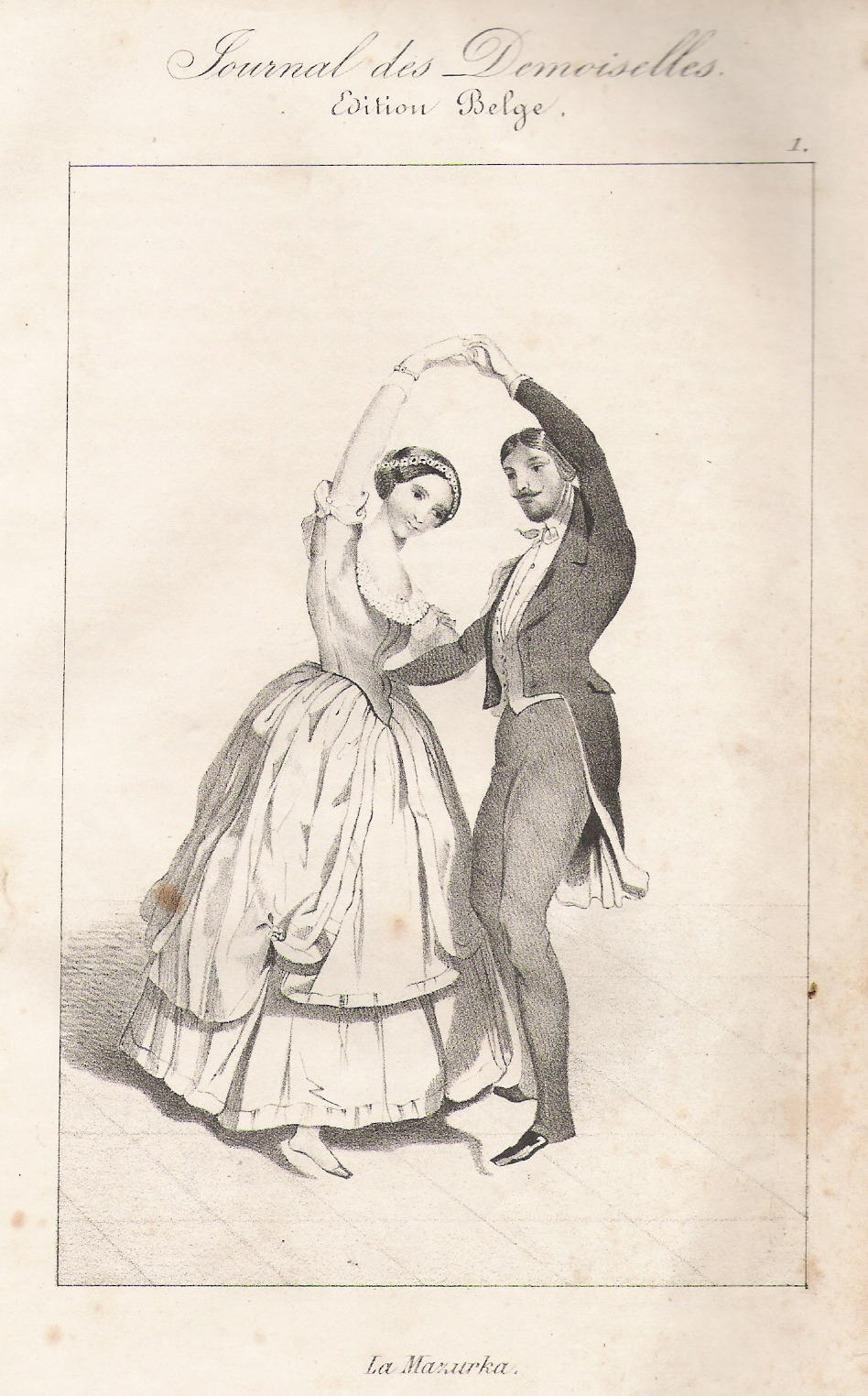
Mazur tańczony na europejskich salonach, rycina z 1845

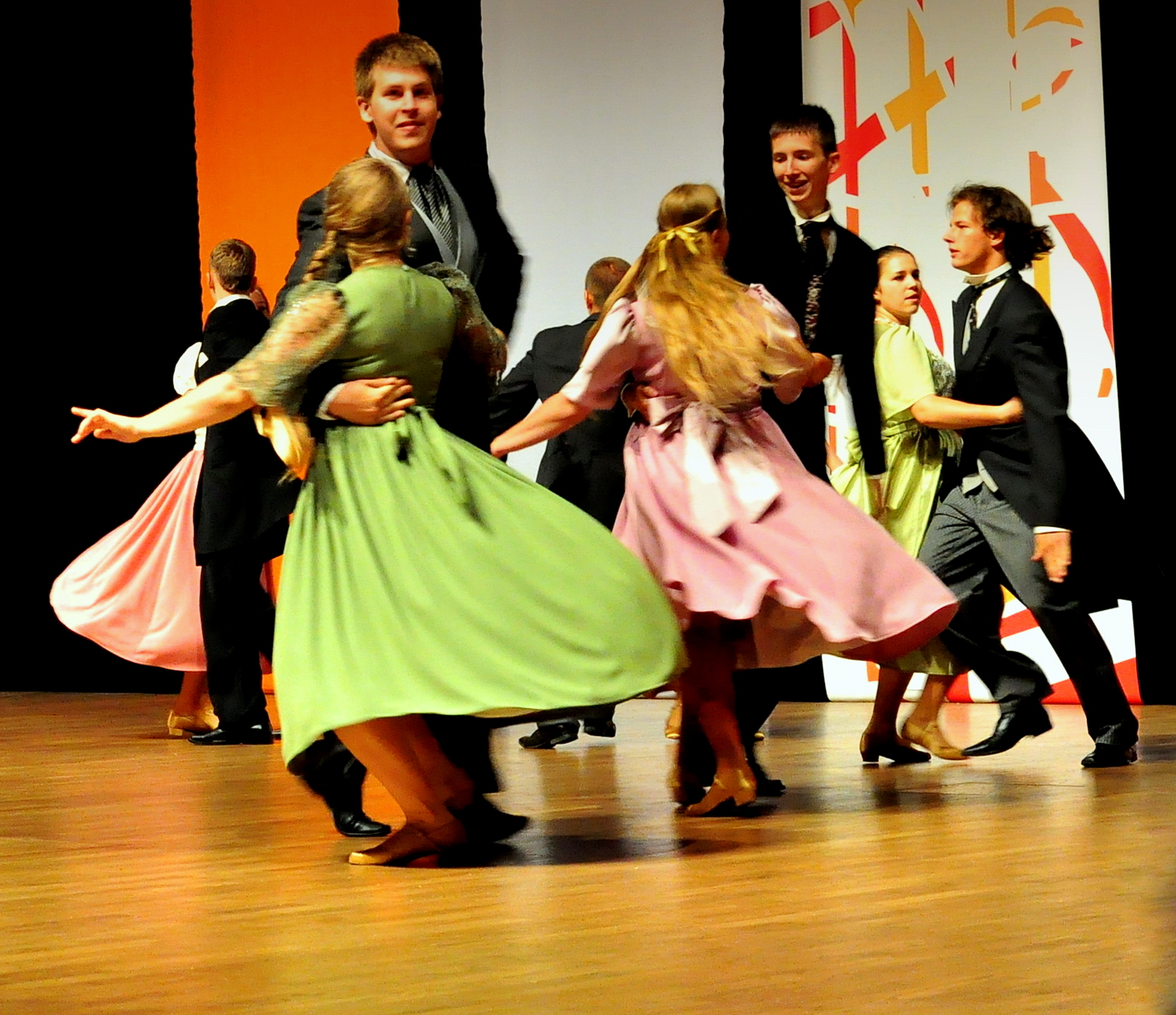
Mazur w wykonaniu Zespołu Tańca Ludowego "Mali Gorzowiacy"

Mazur – polski taniec narodowy w żywym tempie i metrum 3/4 lub 3/8. Na świecie znany pod nazwą mazurka (rodz. żeński). Również utwór muzyczny przeznaczony do tego tańca.
Taniec ten łączy podobieństwo z mazurkiem i oberkiem (w szybszym tempie) oraz kujawiakiem (powolnym). Charakteryzuje się on tendencją do akcentowania drugiej i trzeciej części taktu oraz figurą rytmiczną o 4-sylabowej grupie, która jest złożona z dwóch ósemek i z dwóch ćwierćnut na przemian z grupą trzech ćwierćnut. W postaci stylizowanej występuje pod nazwą mazurek. Jest wesołym, dynamicznym tańcem, który często tańczony był na szlacheckich dworach. Mężczyzna prowadzący w mazurze to wodzirej.
Popularność mazura wśród tańców salonowych przypada na wiek XIX. Znany i tańczony był w całej Europie. We Francji i później w innych krajach przyjął się w zmienionej wersji pod nazwą mazurka (w rodz. żeńskim), przez co w literaturze zachodniej mylony jest z mazurkiem.  
Mazur wykazuje podobieństwa do kadryla, gdyż jego figury były układane przez tancmistrzów inspirujących się figurami kadryla. W zależności od wielkości sali mazura tańczy się z odpowiednim zestawem figur, o nazwach okrężna, namiotowa, łańcuchowa, arkadowa. Od  XIX w. popularny na dworach szlacheckich. 
Mazura tańczy się w polskim stroju narodowym (kontuszowym), ewentualnie w sukniach empirowych i mundurach z czasów Księstwa Warszawskiego lub w stroju wieczorowym.

## Przykłady
Utwory wykorzystujące charakterystyczne cechy mazura komponowali m.in.:
- Jan Stefani – w wodewilu Cud mniemany, czyli Krakowiacy i Górale
- Józef Elsner
- Karol Kurpiński
- Józef Damse – w balecie Wesele w Ojcowie
- Józef Stefani – w różnych baletach
- Maria Szymanowska
- Stanisław Moniuszko – w operach Halka i Straszny dwór
- Fryderyk Chopin
- Henryk Wieniawski
- Karol Szymanowski
- Ludomir Różycki – w balecie Pan Twardowski